# امامزاده سید جمال‌الدین (دیر)
امامزاده سید جمال‌الدین بن ابراهیم بن حسن بن محمد بن علی بن محمد الهادی (امام دهم شیعه) است که در سال ۳۸۰ قمری درگذشته و در شهر بردستان (شهرستان دیر - استان بوشهر) مدفون است. وی از سبزوار به قصد دفع اشرار و ارشتاد خلق به جنوب آمده است. مقبره سید کمال الدین برادر وی در روستای اختر کنگان است. جد وی سید محمد فرزند بزرگتر امام دهم شیعه در زمان پدر درگذشت و در شهر بلد هشت فرسخی سامرا مدفون است و وی را صاحب کرامات می‌دانند از این رو نسل وی به سادات کرامتی یا کراماتی مشهورند که در استان بوشهر و قم پراکنده‌اند.
در دی ۱۳۶۶ خورشیدی (۲۹ شعبان ۱۴۰۸ قمری) یکی از احفاد امامزاده به بازسازی بقعه وی اقدام کرد که در پی آن جسد تازه و سالم امامزاده آشکار شد. شاهدان چهره وی را نورانی با محاسن بلند و انبوه توصیف کردند. این جریان در روزنامه‌های آنروز نیز گزارش شد. در کنار جنازه شجره نامه‌ای کشف شد که وی را معرفی می‌کرد.